# Liebe mit zwanzig
Liebe mit zwanzig (Originaltitel: L’Amour à vingt ans) ist ein fünfteiliger Episodenfilm aus dem Jahr 1962 von fünf internationalen Regisseuren.

## Handlung
Während Truffaut einen Beitrag über die nicht erwiderte Liebe eines 17-Jährigen macht, handelt Rossellinis Film von einem hübschen italienischen Mädchen, das seinen Liebhaber an eine reiche ältere Frau verliert. Der japanische Beitrag zeichnet wiederum die Liebe eines jungen Arbeiters nach, der nicht den Mut aufbringt, die Frau seiner Träume anzusprechen. Marcel Ophüls, Sohn von Max Ophüls, inszeniert wiederum die Liebe einer alleinerziehenden Mutter, die schließlich den Vater des Kindes wiederfindet. Wajda spricht hingegen im polnischen Beitrag den Zweiten Weltkrieg an: Ein junges Mädchen nimmt einen älteren Mann zu sich nach Hause, der von den Kriegserlebnissen traumatisiert ist.

## Antoine et Colette
Filmgeschichtliche Bedeutung errang der Episodenfilm vor allem durch François Truffauts 20-minütigen Beitrag „Antoine et Colette“. Nachdem sein Alter Ego Antoine Doinel in Sie küssten und sie schlugen ihn aus ignoranter Umgebung ans Meer geflüchtet ist, verliebt er sich hier in die Musikstudentin Colette (Marie-France Pisier), die ihn jedoch abweist. Während sie mit ihrem Freund Albert ausgeht, verbringt Antoine den Abend mit Colettes Eltern vor dem Fernseher.
In der eigentlichen Fortsetzung Geraubte Küsse verliebt sich Antoine 1968 abermals in eine Musikstudentin, in Christine Darbon (Claude Jade), die er in Tisch und Bett (1970) heiraten wird. Während eines Gesprächs von Antoine und Christine im Bett wird Colette kurz thematisiert: „Hat das Mädchen von der Jeunesses Musicales auch eine Brille getragen“, fragt Claude Jade, als Jean-Pierre Léaud sie bittet, eine Brille (als Fetisch) aufzusetzen. In Geraubte Küsse kommt es zu einer kurzen zufälligen Begegnung auf der Straße zwischen Antoine und Colette, die in Begleitung Alberts (mit dem sie am Ende von Antoine und Colette ausgeht) ist und ein Kleinkind auf dem Arm trägt.
Im letzten Teil des Antoine-Doinel-Zyklus, Liebe auf der Flucht taucht die Episodenfigur Colette aus Liebe mit zwanzig wieder auf, liest Antoines autobiographischen Roman und korrigiert in Gesprächen mit Antoine und Christine die (fiktive) Vergangenheit. Truffaut verwendet für Flashbacks während der Gespräche Sequenzen aus Liebe mit zwanzig.

## Kritiken
„Einer der wenigen internationalen ‚Omnibus‘-Filme der 60er Jahre von künstlerischem Format und individuellen Profil, konzipiert von Francois Truffaut“, schrieb das Lexikon des internationalen Films.

## Auszeichnungen
Der Film nahm am Wettbewerb der Berlinale 1962 teil.